# L'Animateur des temps nouveaux
L'Animateur des temps nouveaux est une revue politique française, hebdomadaire, fondée par Louis Forest en 1926 et publiée chaque vendredi jusqu'en 1933. Composée d'une vingtaine de pages illustrées, cette revue suivait et commentait l'actualité de l'entre-deux-guerres avec un ton affirmant son idéologie libérale.